# Franco Bragagna
Franco Bragagna (Padova, 17 luglio 1959) è un telecronista sportivo italiano, voce di atletica leggera, sci di fondo e altri sport per conto della Rai.

## Biografia
Nato a Padova, vive a Bolzano sin dall'infanzia. Inizia la sua carriera televisiva a TV Bolzano, per cui conduce trasmissioni come Hockey Stars. Prosegue dal 1986, come giornalista praticante e poi professionista, nella Televisione delle Alpi, emittente privata trentina. Lavora da esterno per Telemontecarlo, dove per sei anni segue da inviato l'hockey su ghiaccio e altre discipline invernali. Commentò in telecronaca, per l'emittente monegasca (in lingua italiana), l'hockey su ghiaccio ai Giochi invernali di Calgary 1988, affiancato dall'allora azzurro (italo-americano) David Tomassoni che poi diverrà senatore per lo Stato del Minnesota, negli Stati Uniti, dal 2000 al 2016.
Da giovanissimo, per Radio Quarta Dimensione, fu per anni uno dei radiocronisti del gruppo di emittenti locali che trasmettevano il campionato italiano, le partite e i tornei internazionali di hockey su ghiaccio. Nel 1990 approda alla Rai, dove diventa telecronista di sport invernali e dell'atletica leggera. Debutta ai Giochi olimpici del 1992, seguendo come inviato e telecronista prima quelli invernali di Albertville (televisione) e poi quelli estivi di Barcellona (radio), dove si occupò di radiocronache di tiro a segno, tiro a volo e poi atletica.
Passa alle telecronache olimpiche da Lillehammer 1994 (invernali), due anni dopo sarà ad Atlanta (estive). Al servizio dell'emittente di Stato ha seguito quindici Olimpiadi (sette invernali, a partire da Albertville 1992, e otto edizioni estive, a partire da Barcellona 1992), quindici campionati mondiali di atletica leggera a partire da Stoccarda 1993 (ad esclusione di Daegu 2011) e quindici Campionati mondiali di sci nordico (il primo a Falun 1993).
Ha commentato a partire da Nagano 1998 a PyeongChang 2018 e da Sydney 2000 a Paris 2024 (ad eccezione di Londra 2012, quando la telecronaca delle cerimonie fu affidata al giornalista Antonio Caprarica) le cerimonie di apertura e chiusura delle edizioni estive e invernali dei Giochi Olimpici, affiancato nella telecronaca di quelle estive di Sydney 2000, Atene 2004 e Pechino 2008 (e di quelle invernali di Torino 2006) da Claudio Icardi.
Nelle telecronache delle cerimonie olimpiche è stato affiancato anche da Vittorio Zucconi (Sydney 2000, apertura e chiusura), Stefano Bizzotto e Gerardo Greco (Salt Lake City 2002, apertura e chiusura), Beppe Severgnini (Atene 2004, apertura e chiusura), Paolo Garimberti (Torino 2006 e Soči 2014, solo apertura), Paolo Longo (Pechino 2008, apertura e chiusura), Gianni Decleva (Vancouver 2010, apertura e chiusura), Eugenio De Paoli (Rio de Janeiro 2016, apertura e chiusura), Paolo Mieli (PyeongChang 2018, solo apertura), Julio Velasco (Tokyo 2020, apertura e chiusura) e Alberto Romagnoli (Paris 2024, apertura e chiusura).
Nelle telecronache di atletica è stato affiancato da Attilio Monetti,, ai Giochi di Londra dall'ex ostacolista Paolo Bellino. Nel 2016 è stato in parte supportato dall'ex velocista Stefano Tilli; cinque anni dopo, per Tokyo 2020 dove ha raccontato i cinque ori azzurri dell'atletica, da Guido Alessandrini (giornalista, anche ex bobista azzurro) e ancora da Tilli. Alle Olimpiadi 2000, 2004, 2008, 2012, 2016, 2020 e 2024 ha anche commentato - nelle prime tre alternandosi con Federico Calcagno - le competizioni di canoa-slalom, tra cui la gara di K1 vinta da Daniele Molmenti a Londra 2012 e quella vinta nella stessa competizione da Giovanni De Gennaro a Parigi 2024.
Ai Giochi del 1996, 2000, 2004 e 2008 ha anche commentato baseball e softball, quest'ultimo anche nel 2020. Nel 2004, 2008 e 2012 anche il badminton.
Alle Olimpiadi invernali del 1992 e 1994 ha seguito anche slittino (il bronzo del doppio azzurro e, in Norvegia, i due ori e l'argento ed il bronzo azzurri), bob, salto con gli sci, combinata nordica, short-track (nel 1994 le medaglie azzurre, l'oro della staffetta e l'argento sui cinquecento metri, primi podii della FISG ai Giochi), pattinaggio velocità e hockey ghiaccio.
Dal 1998 lo sci di fondo fino a Pechino 2022.
Memorabili le telecronache degli ori olimpici azzurri: Stefania Belmondo (prima gara di tale edizione) e Gabriella Paruzzi a Soldier Hollow per Salt Lake City 2002, la staffetta italiana della 4x10 e Giorgio Di Centa nella cinquanta chilometri conclusiva dei Giochi a Pragelato per Torino 2006.
Nel 1998, 2002, 2006, 2010 anche il biathlon. Nel 2002, 2006, 2010 il pattinaggio velocità, anche qui memorabili le trasmissioni dall'Ovale del Lingotto di Torino per le tre medaglie azzurre, due ori e un bronzo di Enrico Fabris, da solo l'oro sui 1.500 metri (ed il bronzo sui cinquemila, prima medaglia azzurra a Torino, nella prima giornata di gare) e con la squadra per l'inseguimento.
Bragagna ha commentato lo short-track anche nel 1998, 2002, 2006, 2010.
Nel 2002, a Salt Lake City, commentò, con l'azzurro Diego Cattani, l'inusuale gara, e la rocambolesca vittoria, dei mille metri dell'australiano Steven Bradbury, che divenne "virale" sul web, grazie anche alla «diversa» cronaca della Gialappa's Band.
Ancora, a Torino 2006, raccontò la 100ª medaglia invernale dell'Italia, di bronzo, della staffetta femminile sui tremila metri.
Nel 1998 a Nagano commentò dalla zona-arrivo (Lorenzo Lucianer dalla postazione) e curò le interviste nelle ultime due discese del bob a due, quando l'equipaggio italiano Günther Huber - Antonio Tartaglia vinse l'oro a pari merito con Canada 1.
Bragagna ha commentato la combinata nordica ancora nel 2010 (con il bronzo di Alessandro Pittin), primo e unico alloro olimpico azzurro di questo sport. Ai Giochi del 1992 e 1994 e a quelli del 1998 e 2002, a tratti, anche l'hockey ghiaccio.
Nel 1988, Giochi di Calgary (Canada), ha commentato anche le semifinali e le finali di hockey ghiaccio per TeleMonteCarlo. Sempre per la versione in lingua italiana dell'emittente monegasca aveva commentato anche i mondiali gruppo B e gruppo A di hockey ghiaccio negli anni '85, '86 e '87.
Nel 1984 Bragagna fu tra i concorrenti del quiz Un milione al secondo, condotto da Pippo Baudo: vinse la sezione sport di una puntata. Sempre nel 1984 si aggiudicò la prima puntata del secondo anno del quiz Super Record condotto da Giacomo Crosa e Rino Tommasi, con Paola Perego al debutto come valletta.
È vincitore di alcuni premi giornalistici; fra questi, "Giornalista dell'anno" nel 1994 per la Federazione italiana canottaggio (Fic), consegnato all'Idroscalo di Milano al termine dei campionati italiani assoluti; "Premio Beppe Viola" nel 2006, consegnato ad Arco (Trento) nel corso di una cerimonia a margine dell'omonimo torneo internazionale giovanile di calcio; "Premio Coni-Ussi" nel 2008, consegnato nel Salone d'onore del Coni a Roma dal presidente Gianni Petrucci e dal segretario generale Raffaele Pagnozzi.
Dal 2019 è cittadino onorario di Castelbuono (Palermo), cittadinanza onoraria conferita dal Comune e consegnatagli l'anno successivo dal sindaco Mario Cicero.

## Stile
Bragagna è noto per arricchire le sue telecronache con frequenti riferimenti culturali e geopolitici sulle nazioni per le quali gareggiano gli atleti, e per l'uso di toponimi a volte desueti nella lingua italiana, come ad esempio "Gotemburgo".